# Thủ tướng Hà Lan
 Thủ tướng Hà Lan (tiếng Hà Lan: Minister-president van Nederland) là người đứng đầu cơ quan hành pháp của Chính phủ Hà Lan với tư cách là chủ tịch Hội đồng Bộ trưởng. Thủ tướng là người đứng đầu chính phủ Hà Lan trên thực tế và điều phối chính sách của mình với nội các của mình. Thủ tướng hiện tại của Hà Lan là Dick Schoof, tại chức từ năm 2024.

## Vai trò
Mặc dù Thủ tướng là nhân vật chính trị hàng đầu ở Hà Lan, nhưng họ không mạnh như Thủ tướng Anh và Thủ tướng Đức. Điều này chủ yếu là vì, trong lịch sử, tất cả các bộ trưởng Hà Lan từng có trách nhiệm với Quốc vương; các bộ trưởng thay phiên nhau để đảm nhận vị trí thủ tướng và trong vai trò này có rất ít nếu có sự kiểm soát nào đối với các bộ trưởng khác. Vai trò của Thủ tướng đã đạt được tầm quan trọng khi các bộ trưởng trở nên có trách nhiệm trước quốc hội, và vị trí này hầu hết được dành cho lãnh đạo đảng chính trị lớn nhất tại Hạ viện. Tuy nhiên, vì vị trí nắm giữ quyền hạn hạn chế so với giá trị tương đương trong chế độ dân chủ nghị viện lân cận khác, vai trò của Thủ tướng được mô tả như "primus inter pares" (đầu tiên nhưng bình đẳng).
Sau khi xem xét hiến pháp năm 1983, lần đầu tiên, vị trí Thủ tướng đã được chính thức hóa trong Hiến pháp Hà Lan. Theo Hiến pháp Hà Lan, Chính phủ được thành lập bởi Quốc vương và các bộ trưởng. Hiến pháp quy định rằng Thủ tướng chủ trì Hội đồng Bộ trưởng (điều 45) và được bổ nhiệm bởi sắc lệnh hoàng gia (điều 43). Nghị định của hoàng gia chỉ định của riêng mình và những người của các bộ trưởng khác sẽ được chỉ định bởi Thủ tướng Chính phủ (Điều 48). Hội đồng Bộ trưởng ngày nay không còn sự tham dự của Quốc vương. 

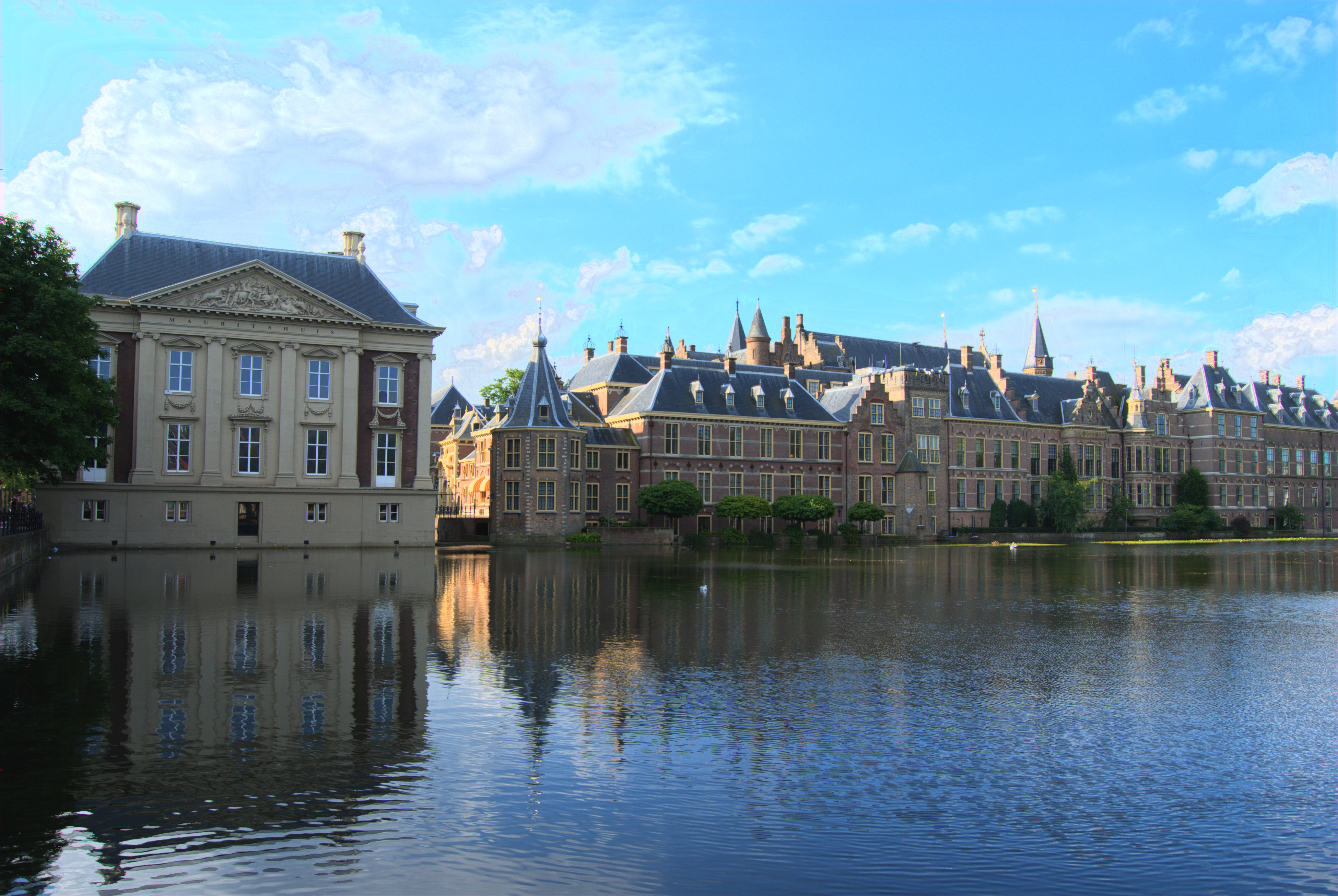
Dinh Binnenhof của Hague. Bộ Nội vụ nằm ở trung tâm, với trung tâm còn lại một tòa tháp hình lục giác, tên là Het Torentje, là văn phòng của Thủ tướng.

Thủ tướng chủ trì các cuộc họp hàng tuần của Hội đồng Bộ trưởng và có quyền thiết lập chương trình nghị sự của các cuộc họp này. Thủ tướng cũng là Bộ trưởng Bộ Tổng hợp (Minister van Algemene Zaken), người đóng vai trò quan trọng trong việc điều phối chính sách và chịu trách nhiệm về Dịch vụ Thông tin của Chính phủ (tiếng Hà Lan: Rijksvoorlichtingsdienst). Thủ tướng cũng chịu trách nhiệm về nhà hoàng gia và có cuộc họp hàng tuần với Nhà vua về chính sách của chính phủ. Chính thức Thủ tướng có chức năng là "bộ mặt" của nội các với công chúng. Sau các cuộc họp của nội các vào thứ Sáu, Thủ tướng Chính phủ tổ chức một cuộc họp báo về các quyết định của nội các và các vấn đề hiện tại.
Thủ tướng cũng có một số chức năng trong các vấn đề quốc tế, tham dự Hội đồng châu Âu sáu tháng một lần và duy trì liên lạc song phương. Văn phòng của Thủ tướng là một tòa tháp hình lục giác, được đặt tên là "Tháp nhỏ" (Torentje), trong Binnenhof ở The Hague. Nơi cư trú chính thức (chỉ được sử dụng cho các chức năng chính thức) là Catshuis; Thủ tướng cuối cùng sống ở Catshuis là Dries van Agt. Mark Rutte đương nhiệm sống trong một trung tâm thành phố The Hague bằng phẳng.

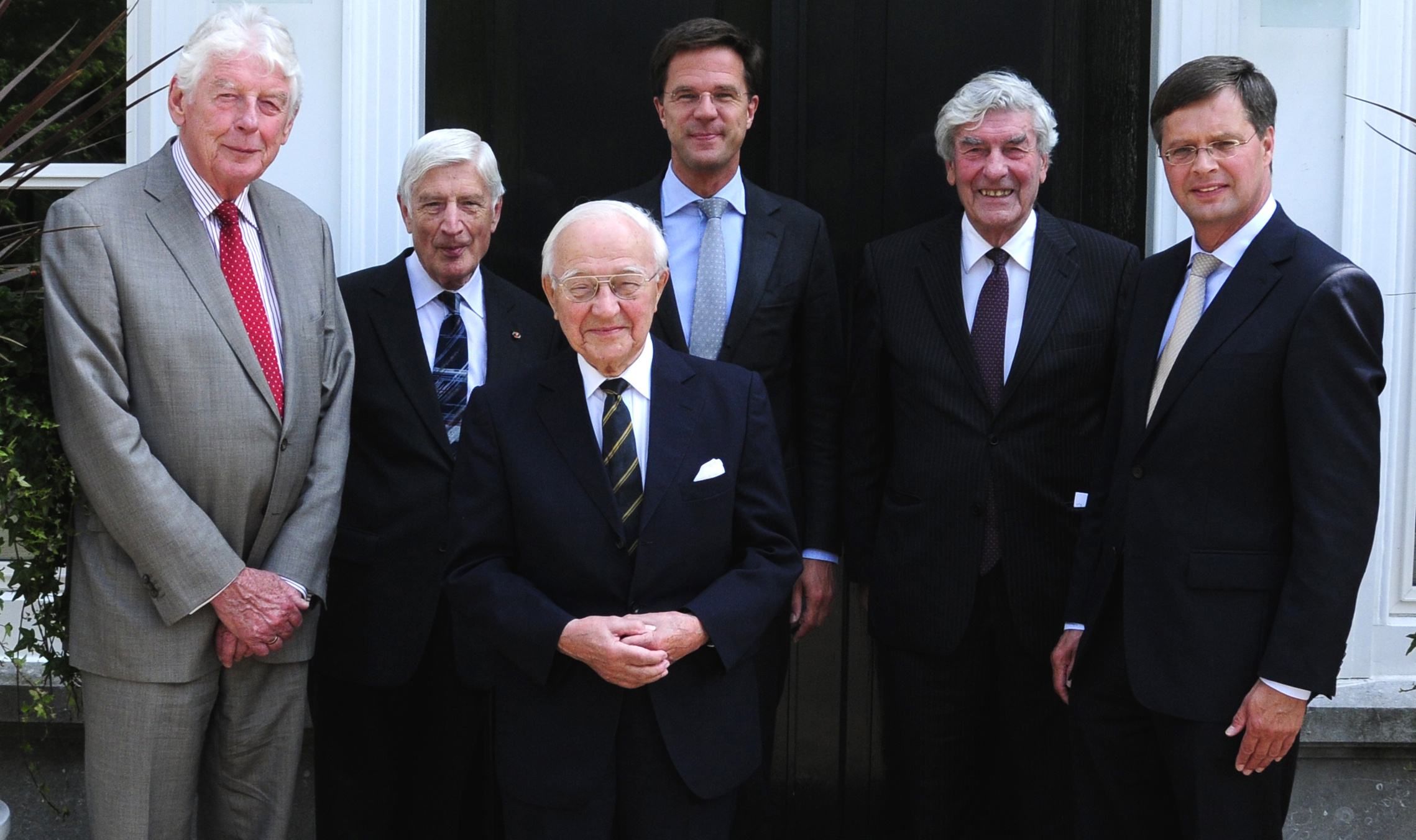
Thủ tướng sống của Hà Lan tại một bữa ăn trưa được tổ chức bởi Mark Rutte đương nhiệm vào ngày 5 tháng 7 năm 2011. Từ trái sang phải: Wim Kok, Dries van Agt, Piet de Jong, Mark Rutte, Ruud Lubbers và Jan Peter Balkenende.

## Phó Thủ tướng
Nhà vua bổ nhiệm Phó Thủ tướng. Thông thường, tất cả các đối tác cơ sở trong liên minh đều có được một Phó Thủ tướng; họ được xếp hạng theo quy mô của các bên tương ứng của họ. Các phó cao cấp có mặt chủ trì cuộc họp nội các khi Thủ tướng không có mặt. Trong nội các Rutte hiện tại, Hugo de Jrid chủ trì các cuộc họp với tư cách là Phó Thủ tướng đầu tiên của Hà Lan, với các đại biểu khác là Kajsa Ollongren và Carola Schouten. Thành viên lớn tuổi nhất trong nội các chủ trì cuộc họp khi Thủ tướng và tất cả các đại biểu vắng mặt.